# Гасан Гасанов
Гасан Азіз огли Гасанов (азерб. Həsən Əziz oğlu Həsənov; *20 жовтня 1940, Тбілісі, тепер Грузія) — азербайджанський державний діяч, прем'єр-міністр Азербайджану, дипломат. Депутат Верховної Ради Азербайджанської РСР. Депутат Верховної Ради СРСР 10-го скликання. Член ЦК КПРС у 1990—1991 роках.

## Біографія
Народився 20 жовтня 1940 року в родині робітника в місті Тбілісі, Грузинська РСР. У 1963 році закінчив Азербайджанський політехнічний інститут.
З 1962 року — на комсомольській роботі в Баку: інструктор Бакинського міського комітету комсомолу; другий секретар районного комітету ЛКСМ Азербайджану в Баку; завідувач сектору ЦК ЛКСМ Азербайджану.
Член КПРС з 1963 по 1991 рік.
З 1967 по 1969 рік — інструктор ЦК Компартії Азербайджану.
З 1969 по 1971 рік — відповідальний організатор ЦК ВЛКСМ.
З 1971 по 1975 рік — інструктор, завідувач сектору, заступник завідувача відділу ЦК Компартії Азербайджану.
З 1975 по 1978 рік — перший секретар районного комітету КП Азербайджану району імені 26 бакинських комісарів міста Баку.
З 1977 по 1980 — депутат Верховної Ради Азербайджанської РСР 10 скликання.
З 1978 по 1979 рік — перший секретар Сумгаїтського міського комітету КП Азербайджану.
З 1979 по 1981 рік — перший секретар Кіровабадського міського комітету КП Азербайджану.
З січня 1981 по січень 1990 року — секретар ЦК КП Азербайджану.
У 1981 році закінчив Бакинську вищу партійну школу.
З 1984 по 1995 — депутат Верховної Ради Азербайджанської РСР 11-12 скликання.
З 26 січня 1990 по 7 лютого 1991 року — голова Ради міністрів Азербайджанської РСР.
З 7 лютого 1991 по 4 березня 1992 року — прем'єр-міністр Азербайджану.
З 1992 по 1993 — постійний представник Азербайджану при ООН.
З 2 вересня 1993 по 16 лютого 1998 року — міністр закордонних справ Азербайджану.
З 1996 по 2000 — депутат Міллі Меджлісу Азербайджану.
З 2000 — Надзвичайний і Повноважний посол Азербайджану в Угорщині.

## Автор книг
- «Національно-державницькі погляди і діяльність Нарімана Наріманова» і п'єси «Листи із Брюсселя».

## Нагороди
- орден Трудового Червоного Прапора (1981)
- орден «За службу Батьківщині» ІІ ст. (Азербайджан) (9.07.2019)
- орден «Шохрат» (Азербайджан) (30.12.2020)
- командор ордену Заслуг перед Республікою Польща (2020)
- Почесний громадянин Тбілісі